# 夕刊朝日新聞
夕刊朝日新聞（ゆうかんあさひしんぶん）は、かつて朝日新聞社が発行していた日刊夕刊紙である。

## 歴史

### 前史
『大阪朝日新聞』と『東京朝日新聞』（現在の『朝日新聞』）の夕刊は、1897年に一度「2回版」という形で、未明～早朝に出す今日の朝刊に当たる「第1版」と、概ね午前10時前後の昼間に発行した夕刊の基盤となる「第2版」のセット版を製作したが、当時はセット版の技術は時期尚早であったのか、7ヶ月で「第2版」は休止となってしまった。
その18年後の1915年10月11日付け（発行は10月10日夕方）に、大阪朝日が大阪毎日新聞と共同で京都市で行われる大正天皇の即位式を報道するための協定「御大典記念」と銘打って夕刊の連日発行を開始。東京朝日は大阪から遅れること5年半後の1921年2月2日付け（2月1日夕方発行）から夕刊を開始した。
1943年10月10日までは、夕刊の日付は実際の発行日の翌日とする慣例があったが、翌10月11日以後は実際の発行日に変更されている。 
その後、太平洋戦争（大東亜戦争）下の1944年3月6日に発行休止となったが、戦後の1949年11月30日に朝日新聞の僚紙『夕刊朝日新聞』（12月1日付）として復活した。

### 『夕刊朝日新聞』の創刊
創刊と同時に長谷川町子の漫画「サザエさん」の連載が始まり、1951年2月1日には漫画「クリちゃん」（根本進）の連載が始まった。
『夕刊朝日新聞』の日付は、1943年10月10日までの朝日新聞夕刊と同様に実際の発行日の翌日となっていた。従って、1949年11月30日発行の創刊号の日付は同年12月1日、1951年9月30日発行の休刊号の日付は同年10月1日である。

### 『朝日新聞』への統合
1951年10月1日に朝日新聞の朝夕刊のセット発行が再開された。夕刊の重複を避けるため、本紙は『朝日新聞』の夕刊に統合された。これに伴い夕刊の日付は発行日当日に再び戻された。